# Маргрьет Вильхьяульмсдоуттир
Маргрьет Вильхьяульмсдоуттир (исл. Margrét Vilhjálmsdóttir; род. 10 марта 1966, Рейкьявик, Исландия) — исландская актриса

 театра и кино.

## Биография
В 1994 году Маргрьет окончила исландскую академию драмы «Listaháskóli Islands» и несколько лет проработала в театральной труппе Рейкьявика. Затем стала членом «Nationaljóðleikhúsið», Национального театра Исландии.
В 2002 году присоединилась к театральной группе «Вестерпорт» для необычной цирковой постановки «Ромео и Джульетты» Шекспира с большим количеством акробатики, света и действия.
С 2001 года Маргрьет появлялась в телевизионных постановках, включая Njálssaga (2003) и Ástríður (2009), а также на большом экране, например, в фильме «Соколы» (2002).

## Награды и номинации
| Год  | Награда                  | Категория         | Работа                    | Результат |
| ---- | ------------------------ | ----------------- | ------------------------- | --------- |
| 2001 | Премия «Эдда»            | Лучшая актриса    | «Смех чайки» (Mávahlátur) | Победа    |
| 2002 | Берлинский кинофестиваль | EFP Shooting Star |                           | Победа    |
| 2017 | Премия «Эдда»            | Лучшая актриса    | Grimmd                    | Номинация |